# Allonychus dorestei
Allonychus dorestei är en spindeldjursart som beskrevs av Baker och Pritchard 1962. Allonychus dorestei ingår i släktet Allonychus och familjen Tetranychidae. Inga underarter finns listade i Catalogue of Life.